# Бартон, Дерек
Сэр Де́рек Ха́ролд Ри́чард Ба́ртон (англ. Sir Derek Harold Richard Barton; 8 сентября 1918, Грейвзенд, Кент — 16 марта 1998, Колледж-Стейшен, Техас) — английский химик, лауреат Нобелевской премии по химии (1969).

## Детство, юность, образование
Дерек Бартон был единственным ребёнком в семье Уильяма Томаса Бартона и Мод Генриетты Бартон, урождённой Лукес.
Бартон учился в Грейвзендской школе для мальчиков (1926—1929), Королевской школе Рочестера (1929—1932), Тонбриджской школе (1932—1935) и Медуэйском техническом колледже в Гиллингеме (1937—1938). Учёбу в школе-интернате в Рочестере он вспоминал без удовольствия. Из-за строгости директора этой школы Бартон к 13 годам уже освоил программу для поступления в священники, знал греческий язык и иврит. Однако переезд в Тонбридж избавил его от этой участи, одновременно обеспечив ему лучшее воспитание и окружение. Самое ненавистное правило для Бартона касалось окон. Все окна следовало держать широко открытыми круглый год и днём, и ночью. К отсутствию центрального отопления и постоянному ознобу большинство учеников привыкло довольно быстро, но у Бартона это вызывало частые приступы гриппа и бронхита. Поэтому ежегодно летние каникулы он проводил на берегу моря.
Когда в 1935 году неожиданно умер отец, Бартону, как единственному ребёнку в семье, пришлось покинуть школу без получения какой-либо квалификации. Чтобы помогать семье, в течение двух лет Бартон работал помощником в фирме своего отца по торговле лесом.
В 1938 году, будучи свободным от воинской повинности из-за небольшого порока сердца, Бартон поступил в Имперский колледж науки и технологии для получения диплома по химии. Благодаря хорошей подготовке ему позволили поступить сразу на второй курс. В 1940 году он получил степень бакалавра с отличием и выиграл Приз Гофмана.
После двух лет отличной учёбы в колледже Бартон окончил аспирантуру под руководством профессора Яна Гейлброна и в 1943 году защитил докторскую диссертацию (PhD) по органической химии.

## Годы войны
Весь первый год после защиты диссертации он работал с И. Галихтенштейном и М. Мадганом. Несмотря на статус еврейского беженца, Мадган был известным химиком-технологом. Сотрудничество Мадгана и Бартона привело к разработке нового процесса производства винилхлорида из этилендихлорида, имевшего важное значение для Великобритании во время войны. Эта работа породила целую серию статей о пиролизе хлорированных углеводородов. Практический опыт Бартона, полученный в работе с Мадганом, обогатил его знаниями в области гомогенного и гетерогенного катализа и отличным пониманием кинетики. Во время Второй мировой войны (в 1942—1944 годах) Бартон работал на правительство в Управлении военной разведки на Бейкер-стрит в Лондоне. Источники, близкие к нему, знали, что он исследует невидимые чернила, которые можно было использовать на человеческой коже. Однако он считал работу крайне скучной и был удручён военной рутиной.
К концу войны Бартон получил работу химика-исследователя в Бирмингеме и занялся фосфорсодержащими органическими соединениями. Но вскоре он принял решение вернуться в Имперский колледж, где его взяли на должность ассистента лектора по неорганической химии — профессора Бриско. Ему предстояло преподавать практическую неорганическую химию для инженеров-механиков, а со временем — кинетику реакций для настоящих химиков. Деканом кафедры органической химии был Гейлброн, который в 1950 году охотно рекомендовал Бартона в Бирбек Колледж, а позже предложил ему членство в Лондонском королевском обществе.

## Восхождение в науке
В 1948 году Бартон познакомился с Робертом Вудвордом, который приехал из Гарварда в Имперский колледж читать лекции по структуре сантониновой кислоты. Лекции Вудворда показались Бартону блестящими. Вудворд говорил без слайдов и конспектов и рисовал мелом на доске структуры и схемы с такой аккуратностью и точностью, которых Бартон никогда не видел прежде. Бартона учили, что механизмы реакций не имеют никакой связи с протеканием реальных реакций. За одну лекцию Вудворд кардинально изменил его представления об этом.
В 1940-х годах Бартон активно переписывался с Льюисом Физером из Гарварда о химии стероидов. По его словам, он ничуть не удивился, когда однажды в 1948 году Физер ему позвонил и спросил, интересует ли Бартона работа на месте Вудворда в течение года. Он без колебаний дал положительный ответ. Вудворд собирался уйти в годовой научный отпуск, чтобы «запереть себя в кабинете для усиленной работы над книгой, не отвлекаясь на ежедневные обязанности».
В конце 1940-х годах в Гарварде также работал Гилберт Сторк, с которым у Бартона завязалась тесная дружба. Оба они с воодушевлением участвовали в традиционных еженедельных семинарах Вудворда, которые могли продолжаться по четыре, а то и пять часов. После выступления приглашённого лектора оставшееся время тратилось на попытки решить проблемы, которые Вудворд находил в литературе. Бартон, рассказывая об этих событиях, говорил, что «Вудворд становился все более блестящим ученым». На самом деле он любил сравнивать себя с Вудвордом, несмотря на более высокий статус последнего, хотя каждый из них обладал собственным подходом к решению одних и тех же задач. Бартон это формулировал так: Вудворд решал задачи посредством применения логики, в то время как он сам действовал преимущественно интуицией. Вскоре Бартон и Вудворд стали близкими друзьями. В 1984 году Бартон написал биографию Вудворда.
Свою статью в журнале Experientia о конформационном анализе, за которую Бартон получил Нобелевскую премию, он написал в 1950 году, пока был в Гарварде. Он говорил, что статья была такая короткая (всего 4 страницы), потому что ему пришлось печатать её самому, хотя многие вспоминают его как немногословного человека: в этом можно убедиться, если посмотреть его докторскую диссертацию.
Несмотря на то, что у Бартона рано появился интерес к кинетике, он никогда по-настоящему не пытался изучить количественный аспект конформационного анализа. Он оставил эту тему другим, одним из которых был Э. Л. Илиел, с которым Бартон встретился в путешествии на Средний запад в США. Впоследствии Илиел стал ведущим специалистом по этой проблеме, что позволило Бартону заниматься применением конформационного анализа к структурным проблемам, которые он считал более важными.
В 1950 году Бартон был назначен лектором, а впоследствии и профессором органической химии в Бирбек, Колледж в Лондоне. Необычным было то, что колледж работал (и до сих пор работает) как вечерняя школа. Это означало, что дневное время было свободно для исследований, а лекции начинались только после 6 вечера.
Через несколько лет, в 1955 году, Бартон получил должность почётного профессора химии в Университете Глазго. Во время короткого пребывания Бартона в Глазго любой его запрос на получение денег или помещений немедленно удовлетворялся — это была роскошь, которую, по его словам, он нигде и никогда больше не испытывал. В его новом кабинете были стеклянные перегородки, что давало ему возможность постоянно видеть лабораторию и вдохновлять своих коллег и студентов в их стремлении к совершенству. Однако ему по-прежнему хотелось вернуться в свой Имперский колледж. В 1957 году после трагического самоубийства профессора Брауди, принявшего, предположительно, цианид у себя в кабинете, Бартон снова вернулся домой. В течение следующих 20 лет он возглавлял кафедру органической химии, получившей статус лучшей среди мировых научных университетов.

### Работа во Франции
После яркой карьеры в Имперском колледже Бартон подошёл к пенсионному возрасту. Идея о выходе на пенсию была для него ужасна. В 59 лет ему предложили стать директором Института химии природных соединений в Национальном центре научных исследований (ICSN) в живописном городке Жиф-сюр-Иветт во Франции. Это назначение стало возможным благодаря его членству в Наблюдательном комитете ICSN. Благодаря этой должности владение Бартона французским языком стало практически безупречным, хотя он и говорил с чарующим английским акцентом. Дошло до того, что встречи его группы проходили полностью на французском, даже если не присутствовало ни одного франко-говорящего участника. А также участников группы очень веселило, когда Бартон заключал со студентами своего рода пари, если он не мог убедить их аргументами, когда они должны были принять или отклонить конкретную стратегию. Некоторые студенты специально провоцировали такие споры, чтобы Бартон признал поражение и вручил публично приз.
Можно было подумать, что в возрасте 67 лет Бартон выйдет на пенсию — в конце концов, он уже в течение 10 лет активно руководил исследованиями в CNRS, но те, кто хорошо его знали, так не думали.

### Техасский университет
В 1967 году Бартону предложили новое место работы — Химический факультет в Техасском A&M университете. Приехав в Техас, Бартон быстро создал свою группу по работе преимущественно над новыми реакциями, включающими окисление углеводородов. В течение многих лет Бартон щедро спонсировал научные и образовательные программы своих студентов из собственных источников. Будучи известным консультантом в промышленности, он направлял свои доходы от этой деятельности на покупку оборудования, химикатов и поддержку студентов, не считая это жертвой со своей стороны.

## Результаты научных исследований
За годы работы Бартон опубликовал 1041 научный труд. В сборник «Правда и вымысел: размышления об исследованиях в органической химии» (Reason and imagination: reflections on research in organic chemistry) Бартон отобрал только 137 работ. За время его работы с ним рядом трудилось около 300 человек, и это было одной из причин рекорда по массовости его публикаций, другая причина же заключалась в его огромном удовольствии от публикаций своей работы.
Бартон считал, что самое важное в исследовании — это новизна, которую можно достичь лишь интеллектом, тяжелой работой и интуитивной прозорливостью. Его совет молодым ученым был простым:
В университетском мире, если вы знаете, как провести реакцию, вам не следует заниматься ею. Вы должны работать только над теми важными реакциями, которые вы не знаете, как сделать.

### Первая публикация
Первая работа Бартона, опубликованная в 1943 году, описывала быстро испаряющиеся выделения этилхинона из мучных жучков (Flour beetles) под воздействием давления. Это исследование положило начало его интересу к природным соединениям.

### Исследование химии стероидов
После того, как Бартон произвёл структурную характеристику интермедиата в биосинтезе стероидных гормонов млекопитающих (ланстерола), он сотрудничал с Р. Б. Вудвордом и A.А. Патчетом (A.A. Patchet) в реализации частичного синтеза ланстерола из исходного холестерина. Этот успешный синтез решил несколько давно поставленных структурных проблем в этой области.
Бартон также активно публиковался на тему синтеза тритерпеноидов, стероидных алкалоидов, сесквитерпеноидов, грибных метаболитов, горечи из растений и их структур. Для решения структурных вопросов он видел большие возможности рентгеноструктурного анализа. Однако здесь не обошлось без недоразумений. Структура клеродина, выделенного из ранее известного Clerodendrum Infortunatum, была опубликована на основе рентгеновской кристаллической структуры как структура его энантиомера. Эта ошибка впоследствии привела к некорректному описанию почти 300 структур, родственных клеродину, до тех пор, пока через много лет спустя не была исправлена (Rogers et al, 1979).
Бартон особенно гордился работой о лимонине. В своей статье в журнале Experientia, опубликованной в 1960 году, совместно с Д. Аригони (D. Arigoni), Э. Дж. Кори (E.J. Corey), О. Джегером (O.Jeger) он говорит, что открыта новая группа природных соединений — лимоноидов.
Другие исследования грибных метаболитов включали анализ состава глауконовой, глаукановой и бис-сохламиковой кислот, сделанный в основном Джеком Болдуином (Jack Baldwin) и состава геодина и эрдина — Яном Скоттом (Jan Scott). Работа Бартона по биосинтезу фенольных алкалоидов основывалась на двустадийном синтезе усниковой кислоты, включающем окислительное сдваивание двух фенольных колец, и позднее была продолжена в полном обзоре Тедом Кохен (Ted Cohen) в 1957 году, предопределившем большинство будущих исследований, в частности исправленный метод биосинтеза морфия.
Приблизительно в это же время началась работа по Amaryllidaceae alkaloids. Это был очень продуктивный период совместной работы Бартона с Гордоном Кирби (Gordon Kirby), две статьи из этого периода выделяются и сейчас: первая работа — это работа по биосинтезу галантамина, к которому сегодня, как и в 1962 году, проявляется значительный интерес ввиду их анти-Альцгеймерового эффекта; вторая — работа по биосинтезу морфия, сделанная в соавторстве с Аланом Баттерсби (Alan Battersby) и его студентами. Эта работа помогла определить последние стадии синтезов в соответствии с более ранними гипотезами и поэтому была особенно примечательна.
1950—1980-е годы для Бартона были интенсивным периодом работы с природными соединениями, включая структурное определение, частичные синтезы и в особенности биосинтезы фенольных алкалоидов и стероидов. Учитывая недостаток аналитического оборудования в то время, поразительно, чего смогли достичь химики этого поколения.

### Реакция Бартона
Бартон активно занимался теорией стероидного биосинтеза, особенно его интересовало определение стереохимии скваленового эпоксида и последующего процесса циклизации, в соответствии с механизмами Эшенмозера-Сторка (the Eschenmoser-Stork mechanisms). Говоря о стероидах, для начала необходимо вспомнить глубокий интерес Бартона к фотохимическим реакциям, который появился, когда он занимался изучением сантонина. Это привело к изофотосанктоновому лактону и люмосантонину, которые в то время были актуальным объектом исследования для многих групп. Нитритный фотолиз, нашедший замечательное применение к синтезу ацетата альдестерона и 18-гидроксиоэстрона, сейчас известен как реакция Бартона.
«Исследовательский институт медицины и химии» (the Research Institute for Medicine and Chemistry, RIMAC) в Кэмбридже, Массачусетс под руководством Мориса Пеше (Maurice Pechet) обозначил проблему создания альдостерона (важной задачи в синтезе гормонов) из простых реагентов и в экономичном ключе. Проблема включала активацию метильной группы при С-18, что ранее никогда не реализовывалось. Гениальное решение Бартона представляло процесс соседствующего нитритного фотолиза, в ходе которого происходит распад радикалов, отделение водорода и рекомбинация радикалов монооксида азота, приводящая к образованию гидроксиоксима.
Схема 2. Реакция Бартона
Применение реакции Бартона показало, что ацетат кортикостерона количественно превращается в 11-β-нитрит, который при фотолизе в толуоле дает кристаллический оксим ацетата альдостерола с выходом 21,2 % (Схема 3). Этот замечательный процесс дал Бартону 60 г ацетата альдостерола (после гидролиза оксима азотистой кислотой), в то время как мировое производство составляло всего лишь несколько миллиграммов из естественных источников. Во время лекций по этой теме Бартон будет акцентировать внимание аудитории на этом факте, держа в руках большую бутылку со стероидом.
Схема 3. Реакция Бартона в синтезе оксима ацетата альдостерола.
Бартон достиг впечатляющих успехов в химии радикалов, именно реакция нитридного фотолиза открыла такие важные превращения как синтез лактонов через фотолиз амидов в присутствии иодирующих реагентов и синтез ацильных радикалов из ацилксантатов. В реакции Бартона соединения радикалов не убирают соседние гидроксильные группы, поэтому этот процесс оказался промышленно значимым и впоследствии использовался многими исследовательскими группами по всему миру.

### Радикальное фторирование
Бартон всегда предпочитал значимые открытия или изобретение химических реакций. Типичным примером такого подхода была серия статей по электрофильному фторированию. Направляемые требованием промышленности создать хороший и дешёвый способ фторирования молекул, Бартон и группа RIMAC придумали гениальное решение этой задачи. Для начала они показали, что CF3OF в присутствии радикальных ингибиторов проявлял себя как эффективный источник положительного фтора. Этот фтор присоединялся к двойным связям исключительно по механизму цис-присоединения Марковникова. Используя эти методы, они также придумали очень практичный способ синтеза 5-фтор-урацила, этот синтез используется и поныне. В области стероидов они показали пользу CF3OF во время фторирования ацетатов 9(11)-енолов с образованием 9-α-фторокортикоидов. Использованием гипофторитных реагентов также может быть достигнуто N-фторирование аминов, иминоэфиров и сульфоноамидов. Группа RIMAC также являлась ведущей в развитии синтеза 1α-гидрокси и 1α,25-дигидрокси витамина D3, который имел достаточно большую биологическую важность.

### Другие научные работы
Всеобщее увлечение соединениями, содержащими связи сера-азот, началось в 1973 году. Этот интерес был спровоцирован работой Филиппа Магнуса (Philip Magnus) об открытии (PhS)3N и его свойствах. Также в это время были разработаны методы синтеза тиоксимов, что позволило впервые определить их стабильность.
Бартон считал работу по пенициллину невыполнимой, несмотря на огромный объём работы, который уже был сделан в этой области. Тем не менее, он также сделал важный вклад в эту область, сначала совместно с Питером Саммесом (Peter Sammes) и Тони Барреттом (Tony Barrett), а позднее в сотрудничестве со Стэфаном Геро (Stephan Gero) в Гиф-су-Иве.
В первопроходческой работе с Биллом Баббом (Bill Bubb) были исследованы реакции S4N4, S3N3Cl3 и их производных. Эти первичные исследования были изящно использованы другими научными группами, а также открыли новую область химии.
До 1970 года синтез структурно затрудненных олефинов был проблематичен из-за внутримолекулярных процессов, которые обычно использовались для их получения. Бартон придумал удобные парные вытеснительные реакции, которые хоть и решили проблему, однако, так и не привели к конечной цели — тетра-т-бутилэтилену. Однако эта работа была, и вероятно до сих пор является, лучшим путём к структурно затрудненным олефинам. Эти идеи также спровоцировали интерес к структурно затрудненным основаниям и развитию алкилированных гуанидинов, которые и сегодня широко используются.
Похожим образом в это же время был открыт практический метод элиминирования спиртов, который стал известен как реакция Бартона-МакКомби (the Barton-McCombie reaction). Эта реакция протекает через радикальный процесс и включает конверсию спирта в тиокарбонильное производное. После обработки трибутилстаннатом эти производные дают соответствующие углеводородные производные, даже если рядом есть функциональные группы, которые могут быть легко элиминированы. Одна только эта реакция открыла богатую область радикальной химии, которая продолжалась всю карьеру Бартона.
Действительно, эта область радикальной химии занимала заведомо большую часть книги избранных статей Бартона, включая элиминирование и декарбоксилирование через эфиры Бартона. Несомненно, радикальные процессы и реакции, открытые Бартоном и его коллегами, имели огромное влияние на современное планирование и применение синтеза. Учитывая их стратегическую важность, эти реакции и концепция будут жить ещё долго.
Область исследований, которую Бартон начал во Франции и завершил в Техасе, он ласково называл «Гиф-оксилением» или в более поздних вариантах — «GoAgg системы». Эта работа возникла из интереса к тому, как природа окисляет неактивированные углеводороды. Начавшись с совместной с Мазевелом статьи, работа превратилась в большую серию публикаций, по которой через 10 лет был сделан обзор. Эта область химии особенно занимала Бартона в его поздние годы.
Во время поисков окислителей для синтезов, обсуждавшихся ранее, Бартон заинтересовался химией висмута. Вместе с Вилли Мазевелом он показал, что реагенты с Bi (V) в мягких условиях являются эффективными окислителями спиртов. Тема окисления в присутствии арильных производных Bi (V) в условиях металлокомплексного катализа соединениями меди, сурьмы и палладия параллельно с Сэром Дереком Р. Х. Бартоном развивалась в Нижнем Новгороде Додоновым В.А.. Указанные металлоорганические реагенты позволяют при t 20-50°С избирательно действовать на некоторые функциональные группы органических молекул, например, ОН, NH, C=C. Эта реакция получила название конденсации Бартона-Додонова [ Ley S.V., Thomas A.W. Angew. Chem., Int. Ed. 2003, 42, 5400.].
Вскоре после реакций с производными Bi (V) случилось открытие ещё более важного применения прямого фенилирования фенолов.

## Личная жизнь
20 декабря 1944 года Бартон женился на Джин Кейт Уилкинс (Jeanne Kate Wilkins), дочери Джорджа Вильяма Барнаба Уилкинса и Кейт Анны Уилкинс, урождённой Ласт (Last). Свадьба отмечалась в Гарроу (Harrow) в день 27-летия Джин. 8 марта 1947 года родился их единственный ребёнок, Вильям Годфри Лукес Бартон (William Godfrey Lukes Barton).
В конце 1950-х их семья с Джин распалась, и Барт женился вторично — на француженке-профессоре Кристиан Гогне (Christiane Gognet). Считалось, что ей одной удалось смягчить этого «старого человека», помочь ему больше наслаждаться жизнью. Её любовь к развлечениям, еде и вину была заразительна, особенно когда они приезжали во Францию. Но в 1992 году после длительной болезни Кристин умерла, а в 1993 году Барт снова женился, на своей техасской соседке Джудит Кобб (Judith Cobb). Бартон говорил, что Джуди была для него необходимым катализатором, который помог ему преодолеть энергетический барьер для продолжения его работы. Он смог восстановиться после потери Кристиан. Они с Джуди отправились в новое путешествие вместе. Бартона приглашали читать лекции по всему миру, поэтому их жизнь была наполнена путешествиями, а также их тремя собаками, которых Бартон очень любил — Захариусом, Лириком и Гифом.
Жизнь Бартона резко оборвалась в понедельник 16 марта 1998 года, когда у него случился сердечный приступ. Перед этим он побывал на экзотической конференции на Мальдивах. Конференция была в честь его 80-летия, до которого он не дожил.

## Почести, премии и награды
Среди многих наград, которые получил Бартон за свою карьеру, две наиболее значимые: Нобелевская премия и рыцарский титул. После изучения темы конформационных переходов в стероидах (которая предполагала связь между предпочтительной конформацией гормона и его реакционной способностью) и после ярой семинарской (?) дискуссии в Гарварде в 1950 году, Бартон представил на рассмотрение свою семинарскую (?) работу в Experientia, благодаря которой появилось принятое в наше время знание об экваториальном и аксиальном (полярном) расположении связей, и вследствие этого — о реакционной способности циклогексановых систем. С помощью логарифмической линейки Бартон сделал первые вычисления силового поля в кольцах циклогексана в конформациях «ванна» и «кресло», что впоследствии определило интерес к работам Ода Хасселя (Odd Hassel). В 1969 году за работу в области конформационного анализа Нобелевская премия была вручена Бартону и Хасселю. Они поделили эту награду, так как конформационный анализ Бартона был успешно применён к теоретическим исследованиям Хасселя о конформации декалина. В своей работе Хассель показал, что и транс-декалин, и его цис-изомер имеют приоритетную конформацию двойного кресла, хотя на тот момент считалось, что цис-декалин имел конформацию двойной ванны.
Нобелевский Комитет (The Nobel Prize Committee) объявил, что вклад Бартона добавил химии третье измерение и перевернул наше понимание о связи между стереохимией и реакционной способностью. Бартон, наравне с Вудвордом, — возможно, один из лишь двух Нобелевских лауреатов по химии, фамилия которого получила статус прилагательного.
В 1977 году к столетию Королевского института химии Королевская почтовая служба выпустила серию марок в честь британских химиков, обладателей Нобелевских премий. Имя Бартона было на одной из них. Он был чрезвычайно воодушевлён этим фактом, несмотря на то, что это была марка 2-го класса. Вскоре после его принятия в Клуб Нобелевских лауреатов Королева Елизавета II посвятила его в титул рыцаря в 1972 году. Бартон встретил новость о рыцарстве комментарием «Давно пора» и выбрал себе имя «сэр Дерек» (Sir Derek).
Список наград и почестей Дерека Бартона:
- 1949 — Премия Кордэй−Моргана[англ.];
- 1954 — член Лондонского королевского общества[33][34];
- 1957 — Ernest Guenther Award[англ.];
- 1961 — Медаль Дэви;
- 1962 — Лекции 3M;
- 1966 — член Леопольдины[35];
- 1969 — Нобелевская премия по химии;
- 1970 — Бейкеровская лекция;
- 1970 — Премия Роберта Робинсона[нем.];
- 1972 — Королевская медаль;
- 1972 — Рыцарь-бакалавр;
- 1972 — кавалер ордена Почётного легиона;
- 1980 — Медаль Копли;
- 1985 — членкор Словенской академии наук и искусств;
- 1989 — Премия ACS за креативную работу по синтетической органической химии[нем.];
- 1995 — Медаль Пристли;
- 1995 — Медаль Лавуазье[нем.].

В 2002 году Королевское химическое общество в честь Дерека Бартона учредило Золотую медаль Дерека Бартона.